# Pentagon Force Protection Agency

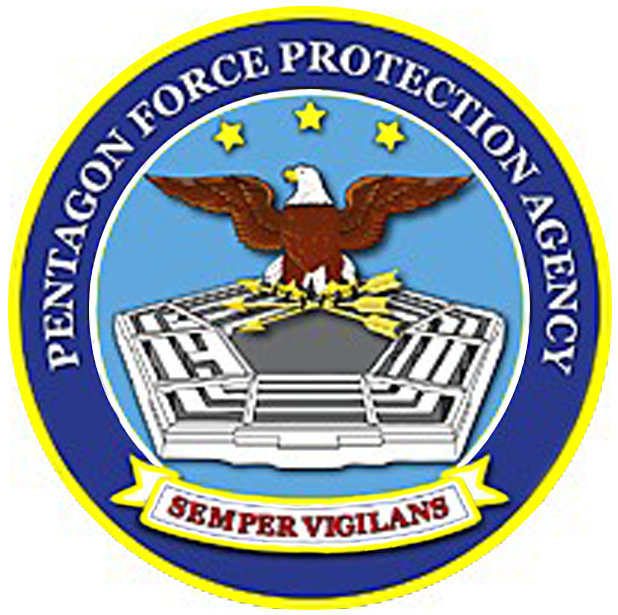
Emblemet för Pentagon Force Protection Agency.

Pentagon Force Protection Agency (PFPA) är en amerikansk federal polismyndighet som tillhör USA:s försvarsdepartement och vars uppdrag är att bevaka Pentagon och andra försvarsinstallationer i och omkring huvudstaden Washington, DC. PFPA är en civil poliskår som bildades den 3 maj 2002, som en följd av 11 september-attackerna och det förhöjda säkerhetsmedvetandet som följde i USA därefter. PFPA ersatte föregångaren Defense Protective Service (DPS).